# Crocknasleigh
Crocknasleigh är en kulle i republiken Irland.   Den ligger i grevskapet County Donegal och provinsen Ulster, i den norra delen av landet, 230 km norr om huvudstaden Dublin. Toppen på Crocknasleigh är 165 meter över havet, eller 160 meter över den omgivande terrängen. Bredden vid basen är 2,5 km.
Terrängen runt Crocknasleigh är huvudsakligen platt, men västerut är den kuperad. Havet är nära Crocknasleigh åt nordväst.Runt Crocknasleigh är det glesbefolkat, med 20 invånare per kvadratkilometer. Närmaste större samhälle är Millford, 17,5 km söder om Crocknasleigh. Trakten runt Crocknasleigh består i huvudsak av gräsmarker.